# Síndrome de Netherton
El síndrome de Netherton es una enfermedad rara autosómica recesiva, caracterizada por ictiosis, atopía y defectos estructurales del pelo, causado por mutaciones del gen SPINK5. Su nombre se debe al dermatólogo estadounidense Earl W. Netherton, quien lo describió en 1958.

## Epidemiología
La incidencia se estima en 1/200.000 nacimientos.

## Características
El síndrome de Netherton se caracteriza por una inflamación crónica de la piel, prurito (picor), deshidratación severa y retraso en el crecimiento. Los pacientes afectados con esta enfermedad suelen presentar alteraciones en el cabello conocidas como pelo de bambú (tricorrexis invaginada). La ictiosis, muy habitual en los individuos afectados, presenta alta susceptibilidad a la infección y alergias, haciendo que la piel se vuelva seca, escamosa y de color rojizo. En los casos más graves, estas manifestaciones atópicas permanecen durante el resto de la vida del individuo y pueden ser hereditarias, lo que conlleva unas altas tasas de mortalidad postnatal. En otros casos menos graves, deriva en una leve ictiosis linear circunfleja.
También son comunes en esta enfermedad las alergias al pescado y a las nueces entre las personas afectadas, si bien no siempre se cumple esta premisa.
El síndrome de Netherton recientemente ha sido catalogado como una inmunodeficiencia primaria, la cual altera el sistema inmune al igual que el síndrome de Wiskott-Aldrich. Ha sido demostrada en un grupo de pacientes con el síndrome de Netherton la presencia de niveles alterados de inmunoglobina (IgA e IgG) y células NK inmaduras.
Estos pacientes son más propensos a sufrir todo tipo de infecciones que las personas sanas, especialmente infecciones recurrentes de la piel con estafilococos. Pueden sufrir más enfermedades graves, pero no son tan vulnerables como los pacientes con células NK maduras.

## Causas y genética
El síndrome de Netherton es un desorden autosómico recesivo asociado con mutaciones en el gen SPINK5 (inhibidor de la serina peptidasa Kazal tipo 5), que codifica un inhibidor de la enzima serina proteasa (LEKTI), muy presente en tejidos epiteliales y linfoides. Estas mutaciones resultan en una proteína disfuncional que tiene una capacidad reducida de inhibir las enzimas presentes en la piel, como KLK5, KLK7 y KLK14. Estas enzimas se ven envueltas en procesos de remodelado epidérmico, incluyendo descamación, activación del proteasa receptor activado 2 y degradación de las hidrolasas lípidas, llevando a un escenario ideal para el desarrollo de las alteraciones atópicas propias del síndrome de Netherton.
La gravedad de la enfermedad se determina por los niveles de LEKTI. Se han relacionado desapariciones completas del gen SPINK5 con los casos más graves, mientras que mutaciones que inducen empalmes alternativos o mutaciones sin sentido pueden llevar a diferentes niveles de severidad.

## Tratamiento
No existe cura conocida hasta el momento, pero hay diversas formas de actuar para aliviar los síntomas. Los productos hidratantes son muy útiles para minimizar el escamado, mientras que tratamientos anti-infecciosos son de gran ayuda si se usan apropiadamente, ya que la piel es muy susceptible de verse infectada. Una dieta alta en proteínas durante la infancia también resulta beneficioa, para mitigar las pérdidas.
La inmunoglobina intravenosa se ha establecido como el tratamiento más habitual para este síndrome. Esta terapia reduce la infección; permite la mejora e incluso la curación de la anormalidades en piel y cabello, y mejoras radicales en la calidad de vida de los pacientes, si bien no se conoce exactamente cómo logra estos resultados.
Es posible que una de las razones por el cual este síndrome no es muy severo durante el nacimiento o poco después del mismo sean el efecto protector de los anticuerpos maternos, que una vez abandonada la placenta disminuyen durante los siguientes seis meses.
Por otra parte, un tratamiento incorrecto puede derivar en complicaciones de la enfermedad, como diarrea, deshidratación y más infecciones cutáneas.